# La Farge
La Farge é uma vila localizada no estado norte-americano de Wisconsin, no Condado de Vernon.

## Demografia
Segundo o censo norte-americano de 2000, a sua população era de 775 habitantes.
Em 2006, foi estimada uma população de 779, um aumento de 4 (0.5%).

## Geografia
De acordo com o United States Census Bureau tem uma área de
2,7 km², dos quais 2,7 km² cobertos por terra e 0,0 km² cobertos por água. La Farge localiza-se a aproximadamente 243 m acima do nível do mar.

## Localidades na vizinhança
O diagrama seguinte representa as localidades num raio de 20 km ao redor de La Farge.